# Promesse (marketing)
Pour les articles homonymes, voir Promesse.
En théorie du marketing, la promesse est le bénéfice matériel que le vendeur propose à l'acheteur de son produit.
Exemples :
- ma lessive lave plus blanc
- ma lessive conserve les couleurs
- mon dentifrice rend les dents blanches
- mon dentifrice renforce l'émail des dents

La promesse est alors une partie fondamentale du positionnement et son choix influe grandement sur la réussite du lancement d'un produit ou sur son maintien sur le marché.

## Critères de choix
Une promesse doit  correspondre aux attentes de la clientèle.
Elle ne doit pas entrer en concurrence avec une marque déjà bien installée sur le marché : les piles Duracell ont fondé leur démarche publicitaire sur la promesse de longévité de leur produit. Quand un autre produit s'est lancé sur le marché avec le même argument de vente, parodiant la publicité des piles Duracell, ce sont les ventes de celles-ci et non celles du nouveau produit qui ont augmenté.
Elle se doit d'être unique (c'est la théorie de l'USP unique selling proposition de Rosser Reeves) : une lessive ne peut pas promettre de laver plus blanc et raviver les couleurs, sinon le consommateur, inquiet et méfiant de voir deux bénéfices au produit, risque de considérer que la lessive est alors efficace à 50 % dans chacun des domaines évoqués. Il préférera choisir une lessive mieux positionnée.

## Promesse et évolution
Une promesse bien faite finit par s'identifier au produit. Cette propriété est alors à double tranchant : elle fidélise la clientèle mais risque de la déstabiliser si le vendeur modifie sa stratégie en s'appuyant sur une promesse différente. Or il est important de maintenir au goût du jour le positionnement d'un produit. Il s'agit donc de jouer avec beaucoup de finesse pour faire évoluer la promesse sans en changer le fond.